# 아마노 코코로
아마노 코코로(일본어: 天野こころ, 1982년 8월 30일 ~ )는 2000년대 초반에 활동한 일본의 성인 비디오 여배우다.